# 荒川一郎
荒川 一郎（あらかわ いちろう、1952年9月 - ）は、日本の物理学者（工学博士）、学習院大学学長・教授。専門は表面物理学、真空物理学。

## 略歴
- 東京都大田区馬込生まれ。1976年東京大学工学部物理工学科卒業,日本真空技術㈱入社[2]。
- 1976年 - 1979年 東京大学生産技術研究所 受託研究員
- 1976年 - 1979年 日本真空技術株式会社
- 1979年 - 1984年 東京大学生産技術研究所 助手
- 1984年 - 1986年 学習院大学理学部 講師
- 1985年 - 「気体凝縮層によるクライオソープション・ポンピングの研究」で東京大学・工学博士。
- 1986年9月 - 1987年8月 マクマスター大学 Inst. for Materials Research 客員研究員
- 1986年 - 1994年 学習院大学理学部 助教授
- 1994年 -  学習院大学理学部 教授
- 1998年 - 2000年 分子科学研究所客員教授
- 2020年 - 学習院大学学長